# Adiposphaerion rubrum
Adiposphaerion rubrum là một loài bọ cánh cứng trong họ Cerambycidae.